# Province de Talca
La province de Talca se trouve dans la région du Maule, ou septième région du pays, au Chili. La superficie de la province est de 9 961  km² et sa population en (2002) était de 353 832 habitants,
Cette province est subdivisée en 10 communes  :
- Talca
- Río Claro
- Pelarco
- San Rafael
- San Clemente
- Empedrado
- Maule
- Curepto
- Pencahue
- Constitución